# Valentín Vada
Valentín Vada, född 6 mars 1996 i Santa Fe, är en argentinsk fotbollsspelare som spelar för spanska Real Zaragoza.

## Karriär
Vada debuterade för Bordeaux i Ligue 1 den 13 december 2015 i en 1–1-match mot Angers SCO, där han byttes in i den 79:e minuten mot Nicolas Maurice-Belay. Den 31 januari 2019 lånades Vada ut till Saint-Étienne på ett låneavtal över resten av säsongen 2018/2019.
Den 23 augusti 2019 värvades Vada av spanska Segunda División-klubben Almería, där han skrev på ett femårskontrakt. Vada spelade totalt 34 ligamatcher och gjorde två mål under säsongen 2019/2020. Den 4 oktober 2020 lånades han ut till ligakonkurrenten Tenerife på ett låneavtal över säsongen 2020/2021.
Den 31 augusti 2021 bröt Vada sitt kontrakt i Almería och skrev senare samma dag på ett tvåårskontrakt med Real Zaragoza.